# テレビ見たとこ勝負!
『テレビ見たとこ勝負!』（テレビみたとこしょうぶ）は、1987年10月9日から1988年3月25日までTBS系列局で放送されていた毎日放送製作のバラエティ番組である。放送時間は毎週金曜 19:00 - 19:30 （日本標準時）。
CM感覚で迫るテレビコミュニケーションの内容だった。

## 出演者

### 司会
- 島田紳助

### レギュラー
- 井森美幸
- 中尾ミエ
- ほか

### ナレーター
- 堀越幸子

## ネット局
特記の無い限り全て放送時間は金曜 19:00 - 19:30、同時ネット。
| - 毎日放送（制作局） - TBS（制作局） - 北海道放送 - 青森テレビ - 岩手放送 - 東北放送 - テレビユー福島 - 新潟放送 | - 北陸放送 - 信越放送 - テレビ山梨 - 静岡放送 - 中部日本放送 - 山陰放送 - 山陽放送 - 中国放送 | - テレビ山口 - テレビ高知 - RKB毎日放送 - 長崎放送 - 熊本放送 - 大分放送 - 宮崎放送 - 南日本放送 - 琉球放送 |